# Tests de présomption et tests de confirmation
Les tests de présomption, en médecine et en médecine légale, analysent un échantillon et établissent l'un des éléments suivants :
1. L'échantillon n'est certainement pas une certaine substance. (Pas de faux négatifs) ;
2. L'échantillon est probablement la substance. (Vrais et faux positifs).

Ils sont donc très sensibles mais peu spécifiques.
Les tests de confirmation sont les tests requis pour confirmer l'analyse. Les tests de confirmation coûtent plus cher que les tests de présomption plus simples, de sorte que des tests de présomption sont souvent effectués pour savoir si des tests de confirmation sont nécessaires.
Par exemple, le test de Kastle-Meyer montrera soit qu'un échantillon n'est pas du sang, soit que l'échantillon est probablement du sang mais peut être une substance moins courante. D'autres tests chimiques sont nécessaires pour prouver que la substance est du sang.
Les tests pour les alcaloïdes et le test de Marquis, effectués sur une plaque de chromatographie sur couche mince conformément au manuel analytique du département de la Justice des États-Unis, sont des tests présomptifs. Le rapport obtenu après leur exécution est définitif lorsque le rapport est négatif dans tous les tests. Il n'est pas nécessaire d'effectuer des tests de confirmation sur les rapports négatifs obtenus après avoir effectué des tests présomptifs sur des échantillons.
Un essai de confirmation n'est requis que lorsque le rapport d'essai présumé est positif pour la substance. Il confirme ensuite l'identité de la substance ou mesure le pourcentage de pureté ou une autre analyse quantitative.
La présence d'une substance, même à l'état de trace, peut être détectée par un test présomptif.
De même, en médecine, un diagnostic de présomption identifie l'état probable d'un patient, et un diagnostic de confirmation est nécessaire pour confirmer l'état.

## Exemples de tests présomptifs
- Test de phosphatase acide pour le sperme.
- Test de thiocyanate de cobalt pour la cocaïne.
- Réactif de Duquenois-Levine pour la marijuana.
- Test de Kastle-Meyer pour le sang.
- Test de sang vert malachite.
- Réactif de Marquis pour les stupéfiants.
- Test de la benzidine pour le sang qui passe de la couleur claire au bleu en présence de sang.

## Problèmes légaux posés par les tests présomptifs
En mars 2010, une ressortissante philippine a été arrêtée par le service australien des douanes et de la protection des frontières à l'aéroport de Melbourne après que plusieurs tests présomptifs sur 2,4 kg de thé glacé dans ses bagages ont donné des résultats positifs pour la méthamphétamine et l'amphétamine. Par la suite, elle a été remise à la police fédérale australienne et détenue pendant cinq jours en attendant d'être jugée pour importation d'une quantité commerciale d'une drogue contrôlée aux frontières.
Une analyse ultérieure a confirmé que la substance était en effet du thé glacé aromatisé au citron, et la charge de drogue a été supprimée. Le président de la magistrature a ordonné à titre exceptionnel que la prévenue soit immédiatement remise en liberté dans la salle d'audience et a également ordonné au directeur des poursuites pénales de lui verser cinq mille dollars en indemnisation.

## Recommandations de la FDA
La Food and Drug Administration (FDA) a publié une recommandation de mise en marché et d'étiquetage pour les tests de dépistage des drogues. Sa disponibilité a été annoncée dans le Federal Register, volume 68, numéro 231, le 2 décembre 2003 et est répertoriée sous « Avis ». Il est important de comprendre la nature des tests présomptifs en raison de son utilisation répandue par les employeurs et les entités publiques. La plupart des gens qui passent un test de dépistage de drogue passent un test de présomption, moins cher et plus rapide que les autres méthodes de test. Cependant, il est moins précis et peut donner de faux positifs. La FDA recommande de réaliser des tests de confirmation et de placer une étiquette d'avertissement sur le test de dépistage présumé : « Ce test ne fournit qu'un résultat préliminaire. La considération clinique et le jugement professionnel devraient être appliqués à tout résultat de test de drogue, en évaluant un résultat positif préliminaire. Pour obtenir un résultat analytique confirmé, une autre méthode chimique plus spécifique est nécessaire. La chromatographie en phase gazeuse/spectrométrie de masse (GC/MS) est la méthode de confirmation recommandée. »